# Temnora zantus
Temnora zantus is een vlinder uit de familie van de pijlstaarten (Sphingidae). Temnora zantus werd in beschreven door Gottlieb August Wilhelm Herrich-Schäffer.